# Almedin Ziljkić
Almedin Ziljkić (sinh ngày 25 tháng 2 năm 1996) là một cầu thủ bóng đá chuyên nghiệp người Bosnia hiện tại đang thi đấu ở vị trí tiền vệ cánh trái cho câu lạc bộ Sarajevo tại Giải bóng đá Ngoại hạng Bosna và Hercegovina.

## Sự nghiệp thi đấu quốc tế
Tháng 10 năm 2020, Ziljkić được triệu tập lên Đội tuyển bóng đá quốc gia Bosna và Hercegovina để chuẩn bị cho trận giao hữu gặp Iran và 2 trận đấu thuộc khuôn khổ UEFA Nations League gặp Hà Lan và Ý. Anh ra mắt trong trận thua 3-1 trên sân khách trước Hà Lan vào ngày 15 tháng 11 năm 2020.

## Thống kê sự nghiệp

### Quốc tế
| Đội tuyển quốc gia   | Năm       | Trận | Bàn thắng |
| -------------------- | --------- | ---- | --------- |
| Bosna và Hercegovina |           |      |           |
| 2020                 | 1         | 0    |           |
| 2021                 | 1         | 0    |           |
| Tổng cộng            | Tổng cộng | 2    | 0         |

## Danh hiệu
Borac Banja Luka
- First League of the Republika Srpska: 2018–19
- Giải bóng đá Ngoại hạng Bosna và Hercegovina: 2020–21